# Futbol Club Barcelona 1979-1980

## Rosa
| N. |                      | Ruolo | Calciatore                      |
| -- | -------------------- | ----- | ------------------------------- |
|    | Spagna (bandiera)    | P     | Pedro María Artola              |
|    | Spagna (bandiera)    | P     | Vicente Amigó                   |
|    | Spagna (bandiera)    | P     | Jaume Huguet García             |
|    | Spagna (bandiera)    | D     | Migueli                         |
|    | Spagna (bandiera)    | D     | Antonio Olmo                    |
|    | Argentina (bandiera) | D     | Rafael Zuviría                  |
|    | Spagna (bandiera)    | D     | Adjutori Serrat Giró            |
|    | Spagna (bandiera)    | D     | Canito                          |
|    | Spagna (bandiera)    | D     | Quique Costas                   |
|    | Spagna (bandiera)    | D     | José Antonio Ramos              |
|    | Spagna (bandiera)    | D     | José Joaquín Albadalejo Gisbert |
|    | Spagna (bandiera)    | D     | Manolo                          |
|    | Spagna (bandiera)    | C     | Jesús Landáburu                 |
|    | Spagna (bandiera)    | C     | Juan Manuel Asensi              |

| N. |                      | Ruolo | Calciatore              |
| -- | -------------------- | ----- | ----------------------- |
|    | Spagna (bandiera)    | C     | Tente Sánchez           |
|    | Spagna (bandiera)    | C     | Julián Rubio            |
|    | Spagna (bandiera)    | C     | Juan José Estella Salas |
|    | Spagna (bandiera)    | C     | Francisco Martínez Díaz |
|    | Danimarca (bandiera) | A     | Allan Simonsen          |
|    | Spagna (bandiera)    | A     | Francisco José Carrasco |
|    | Spagna (bandiera)    | A     | Carles Rexach           |
|    | Spagna (bandiera)    | A     | Esteban Vigo            |
|    | Spagna (bandiera)    | A     | Juan Carlos Heredia     |
|    | Austria (bandiera)   | A     | Hans Krankl             |
|    | Brasile (bandiera)   | A     | Roberto Dinamite        |
|    | Spagna (bandiera)    | A     | Andrés Ramírez Gandullo |
|    | Spagna (bandiera)    | A     | Miquel Mir              |

### Staff tecnico
- Allenatore:  Joaquim Rifé, poi dalla 24ª giornata  Helenio Herrera